# 吳道光
吳道光（1557年—1596年），字孚伯，號日鑄，浙江紹興府餘姚縣人，軍籍，明朝政治人物。

## 生平
萬曆十年（1582年）壬午科浙江鄉試第十四名，萬曆十四年（1586年）丙戌科會試七名，登二甲第三十五名進士。礼部观政，本年四月授河南陕州知州，十七年正月調簡，三月補无为州，二十三年升深州同知，二十四年卒。

## 家族
曾祖吳敘，成化甲辰進士，任知府；祖父吳衡；父吳必述。母韓氏。具庆下。